# K–12 (educación)
K-12 (denominado "de k al doce", o "desde el k hasta el doce") es la designación utilizada en algunos sistemas educativos para la escolarización primaria y secundaria.
El término K-12 está formado por la inicial en inglés para kindergarten (jardín de infantes, cursado a los cinco años de edad) y el número que indica el último grado de la escolarización gratuita (el grado 12); por lo tanto, representa las edades entre los 5 y los 18 años.
Se emplea en 
Australia,
Canadá,
Ecuador,
Estados Unidos,
Filipinas y 
Turquía.

## Historia
La educación pública estadounidense se concibió a finales del siglo XVIII. En 1790, Pensilvania se convirtió en el primer estado en exigir algún tipo de educación gratuita para todos, independientemente de si podían pagarla. Nueva York aprobó una legislación similar en 1805. En 1820, Massachusetts se convirtió en el primer estado en crear una escuela secundaria gratuita, Boston English.
En 1849, el estado de Ohio promulgó una ley inspirada en la ley de Akron que amplió la idea de los distritos escolares para cubrir el resto del estado.
Para 1930, los 48 estados habían aprobado leyes que hacían obligatoria la educación y, en 1965, el presidente Lyndon B. Johnson firmó la Ley de Educación Primaria y Secundaria (ESEA), que comprometía al gobierno federal a realizar importantes gastos continuos en cada estado con el fin de sostener sistemas escolares K-12 locales. ESEA esencialmente hizo de la educación K-12 la ley del país.

## Uso
El término se usa a menudo como una especie de abreviatura para referirse colectivamente a la totalidad de la educación primaria y secundaria, ya que es mucho más fácil que tener que decir que uno se refiere en conjunto a la educación prescolar, primaria, media y secundaria. Sin embargo, es raro que un distrito escolar realmente enseñe todos los grados K-12 en un campus escolar unificado. Incluso los distritos escolares más pequeños intentan mantener, como mínimo, una distinción de dos niveles entre una escuela primaria (K-8) y una escuela secundaria (9-12).
El término se utiliza a menudo en sitios web de educación, generalmente antes del código de país dominio de nivel superior (o en los Estados Unidos, el dominio de nivel superior del estado). El término "PK-12" a veces se usa para añadir prekindergarten (a los 4 años de edad).
También es utilizado por las multinacionales estadounidenses que venden en el sector de la educación, tales como Dell, donde los clientes del Reino Unido son presentados con esto como una opción de segmento de mercado.

## P–12
En Australia la denominación P-12 se utiliza a veces en lugar de K-12, en particular en Queensland, donde se usa como un término oficial en el marco curricular.  Las escuelas preparan a los niños de durante trece años, desde la preparatoria hasta el año 12, sin incluir el tiempo de jardín para niños que se hace por separado. En Canadá (Nueva Escocia) se utiliza P-12 comúnmente en lugar de K-12 y encuadra la educación  de estudiantes desde los grados de primaria hasta el año 12. 

## K–14, K–16, K–18 y K–20
La educación K-14 también incluye a los colegios comunitarios (los dos primeros años de universidad). educación K-16 añade un grado de cuatro años universitarios de pregrado. Por motivos de simplificación y abreviación educación fue creado para indicar los niveles de educación específicos de logro. Esta abreviatura se utiliza comúnmente en los artículos, publicaciones y legislaciones educativas. La siguiente lista contiene los descriptores de la taquigrafía más comúnmente encontrados: 
- P–14: de preescolar a carrera técnica (14 años escolares)
- P–16: de preescolar a licenciatura (16 años escolares)
- P–18: de preescolar a maestría (18 años escolares)
- P–20: de preescolar a posgrado (20 años escolares)
- K–14: de jardín de niños a carrera técnica (14 años escolares)
- K–16: de jardín de niños a licenciatura (16 años escolares)
- K–18: de jardín de niños a maestría (18 años escolares)
- k–20: de jardín de niños a posgrado (20 años escolares)

El (CTE) Unidad de Educación Técnica Profesional del Colegio Comunitario de California de Desarrollo Económico y Laboral División de Preparación se centra en la coordinación de programas y actividades de promoción, desarrollo de políticas y la coordinación con la preparación de la fuerza de trabajo K-18 y de la carrera y de los sistemas de educación técnica.
Educación Técnica Profesional Oficina (CTE) Unidad de la División de Preparación para el Trabajo y el Desarrollo Económico El ASCCC de la canciller se centra en la coordinación de programas y la promoción, el desarrollo de políticas y la coordinación con la preparación de la fuerza de trabajo K-18 y de la carrera y de los sistemas de educación técnica. Responsable de la implementación de la Ley de Educación Profesional y Técnica (VTEA), gestionar y coordinar las actividades que impactan otros objetivos interinstitucionales e intra-agencia. Además, la Unidad de CTE también es responsable de la elaboración, difusión y aplicación del Plan Estatal de California y los informes anuales de desempeño.
El siguiente enlace es una tabla que define el sistema de educación en los Estados Unidos. La tabla muestra la evolución del sistema educativo empezando por el sistema básico de K-12 y luego progresar a través de la educación postsecundaria. K-14 se refiere a K-12, más dos años de postsecundaria en el que se recibió la capacitación de las instituciones técnicas profesionales o comunidad o colegios universitarios. Los números K se refieren a los años de escolaridad y sigue avanzando hacia arriba en consecuencia, dependiendo del grado que se busca.
Educación adicional referencia a K-18 se puede encontrar en esta publicación por Ann Diver-Stamnes y Linda Catelli en el capítulo 4 "Colegio / Asociaciones con universidades para instituir el cambio y la mejora de la educación K-18".  ¿Qué significa esta frase?